# Abdeslam Ouaddou
Abdeslam Ouaddou (arabisch عبد السلام وادو, DMG ʿAbd as-Salām Wādū; * 1. November 1978 in Ksar Azekour) ist ein ehemaliger marokkanischer Fußballspieler, der als Innenverteidiger in den obersten Spielklassen in Frankreich, England, Griechenland und Katar aktiv war.

## Karriere
Ouaddou wechselte 2001 vom AS Nancy für zwei Millionen Pfund zum englischen Klub FC Fulham. Dort konnte er sich nicht durchsetzen, und so wurde er zwei Jahre lang an den französischen Klub Stade Rennes verliehen, ehe diese ihn 2005 fest verpflichteten. 2006 wagte er den Schritt nach Griechenland zum dortigen Topklub Olympiakos Piräus, doch bereits nach sechs Monaten und nur sechs Ligaeinsätzen bat er die Verantwortlichen um Auflösung seines Vertrages aus familiären Gründen.
Sein Vertrag wurde schließlich aufgelöst und Ouaddou kehrte nach Frankreich zurück, wo er sich im Januar 2007 dem FC Valenciennes anschloss.
2008 kehrte er zum AS Nancy zurück, wo er einen Vierjahresvertrag erhielt. 2010 verließ er den Verein wieder und ging im Juli 2010 in die Qatar Stars League zu Lekhwiya. 2011 wechselte er innerhalb der Liga zum Qatar SC, ehe er 2013 wieder kurzzeitig in die französische Liga zum AS Nancy zurückkehrte. Nach seiner Rückkehr kritisierte er vehement die Arbeitsbedingungen in Katar: „Wenn du in Katar arbeitest, gehörst du jemandem. Du bist nicht mehr frei, du bist ein Sklave.“
Für Marokko nahm Ouaddou 2000 am olympischen Fußballturnier teil. 2002 debütierte er in der A-Nationalmannschaft Marokkos. 2004, 2006 und 2008 stand er im Aufgebot Marokkos für die Afrikameisterschaft. Größter Erfolg mit dem Nationalteam war des Erreichen des Finals 2004, als man sich Gastgeber Tunesien mit 1:2 geschlagen geben musste.